# Вертячево (Раменский район)
Вертя́чево — деревня в Раменском муниципальном районе Московской области. Входит в состав сельского поселения Софьинское. Население — 35 чел. (2010).

## Название
В 1646 году упоминается как деревня Вертячая, с конца XVIII века — Вертячево. Название по владельцу деревни.

## География
Деревня Вертячево расположена в западной части Раменского района, примерно в 4 км к западу от города Раменское. Высота над уровнем моря 110 м. Рядом с деревней протекает река Москва. К деревне приписано СНТ Вертячево и территория СНТ Глушица. Ближайший населённый пункт — деревня Дурниха.

## История
В 1926 году деревня являлась центром Вертячевского сельсовета Раменской волости Бронницкого уезда Московской губернии.
С 1929 года — населённый пункт в составе Раменского района Московского округа Московской области.
До муниципальной реформы 2006 года деревня входила в состав Софьинского сельского округа Раменского района.

## Население
| 1926 | 2002 | 2010 |
| ---- | ---- | ---- |
| 288  | ↘21  | ↗35  |

В 1926 году в деревне проживало 288 человек (129 мужчин, 157 женщин), насчитывалось 62 хозяйства, из которых 56 было крестьянских. По переписи 2002 года — 21 человек (8 мужчин, 13 женщин).